# The Honey Trees

The Honey Trees im Hotel Café, Los Angeles 2013

The Honey Trees waren eine US-amerikanische Dream-Pop-Band aus Sacramento und San Luis Obispo, die aus Becky Filip und Jacob Wick bestand.

## Geschichte
Die Gruppe startete 2008 mit ihrer von Charlie Peacock in Nashville produzierten EP Wake the Earth. Der Bandname rührte vom Spitznamen einer Person aus Filips Bekanntenkreis. Während Liveauftritten wurde die Formation zum Quartett erweitert. Nach Jahren der Livekonzerte und der steten Weiterentwicklung und Verbesserung fühlten sie sich bereit, mit Bright Fire ein komplettes Album zu veröffentlichen. Das Album kam am 8. April 2014 heraus, nach einem Aufnahmeprozess von insgesamt vier Jahren. Darauf sind als Gaststimmen Jeremy Larson und Morgan Goodwin zu hören, wobei Larson ebenso als Toningenieur, Abmischer und Ko-Produzent verantwortlich zeichnete.

## Diskografie
- 2009: Wake the Earth (EP, Eigenveröffentlichung)
- 2014: Bright Fire (Album, Eigenveröffentlichung)